# Feriae Latinae
Die feriae Latinae (Latinerfest) gehörten als Bundesfest des latinischen Städtebundes zu den wichtigsten Festen der römischen Antike. Abgehalten wurde das dem Iuppiter Latiaris geweihte Fest auf dem Albanerberg. Verantwortlich für die Ausrichtung und Durchführung des Festes war ursprünglich Alba Longa, bevor nach deren Untergang Rom diese Funktion übernahm. Während des Festes ruhten alle kriegerischen Auseinandersetzungen zwischen den latinischen Völkern.
Die feriae Latinae sind den feriae conceptivae zugeordnet, also den Festen, die nicht an einen konkreten Termin gebunden, sondern innerhalb eines vorgegebenen Zeitraums anzusetzen waren. Die Konsuln hatten sie unmittelbar nach Amtsantritt zu verkünden. Da sich das Datum ihres Amtsantritts im Lauf der Zeit änderte, war auch der Zeitraum für die Austragung der feriae Latinae unterschiedlich. In der Republik wurden sie, seit dem Amtsantritt der Konsuln am 1. Januar (ab 153 v. Chr.), in aller Regel früher im Jahr begangen, weil die Konsuln erst danach militärisch aktiv werden durften; in der Kaiserzeit fanden sie immer im Sommer statt. An den Feierlichkeiten mussten alle römischen Beamten teilnehmen, was selbst für die Volkstribunen galt, die ansonsten Rom nicht verlassen durften. Für die Dauer der Feiern wurde, wie im Falle anderer feriae auch, für Rom ein praefectus urbi ernannt. Zusätzlich konnte ein dictator feriarum Latinarum causa, also ein Diktator für die Begehung der feriae Latinae, bestimmt werden, falls beide Konsuln abwesend waren.
An dem mehrtägigen Fest nahmen alle latinischen Gemeinden teil. Hatte eine Gemeinde ihre politische Selbstständigkeit verloren, wurde sie durch Priester vertreten. Das Fleisch eines geopferten Stiers wurde unter den Abgesandten aller Gemeinden verteilt, die durch ihre Beamten ein Gebet für das römische Volk sprechen ließen. Dass zeitgleich zu dem Fest auf dem Albanerberg ein Wagenrennen auf dem Capitol stattfand, wie Plinius berichtet, wird in der Forschung bezweifelt. Ab dem 3. Jahrhundert erhoben christliche Schriftsteller den nicht zu haltenden Vorwurf, es wären bei dem Fest Menschenopfer dargebracht worden.
Erst nachdem das Fest abgehalten war, durften die römischen Beamten in ihre Provinzen abreisen. Der Ursprung der Feier könnte auf griechischen, möglicherweise durch die Etrusker vermittelten Ursprung zurückzuführen sein. Auf dem Albanerberg wurden Reste der kaiserzeitlichen Festkalender der feriae Latinae gefunden.
Feriae Latinae hießen auch von der vatikanischen Stiftung Latinitas veranstaltete Lateinsprechwochen, die – unter anderen – Suitbert H. Siedl leitete.

## Belege
1. ↑  Siehe M. Tullius Cicero: Der Staat. Lateinisch – Deutsch. Hrsg. und übers. von Rainer Nickel (Sammlung Tusculum). Artemis & Winkler, Mannheim 2010, ISBN 978-3-538-03521-8, S. 17 Anm. 1: „Die feriae Latinae fanden gewöhnlich jedes Jahr zwischen Januar und März statt.“
2. ↑  Livius 21,63,5; 8; 22,1,6; 44,19,4; Cassius Dio 46,33,4; vgl. Dorothea Baudy: Feriae Latinae. In: Der Neue Pauly (DNP). Band 4, Metzler, Stuttgart 1998, ISBN 3-476-01474-6, Sp. 477.
3. ↑  Siehe CIL I2 S. 58–59.
4. ↑  Vgl. Cassius Dio 49,42,1; 53,33,3; ferner CIL VI, 01421: praefectus urbi feriarum Latinarum. Kurt Latte: Römische Religionsgeschichte. 2. Auflage. C. H. Beck, München 1967, S. 145 Anm. 3 (mit weiteren Quellen).
5. ↑  Siehe CIL I2 S. 24 zum Jahr 497; vgl. Livius 7,28,7.
6. ↑  Cicero, De re publica 1,14. Vgl. Cassius Dio 53,33,3; Sueton, Claudius 4; Tacitus, Annales 4,36.
7. ↑  Arnobius Adversus Nationes Liber 2,68; Livius 32,1,9; 37,3,5.
8. ↑  Plinius, Naturalis historia 27,45. Vgl. Livius 5,19,1.
9. ↑  Kurt Latte: Römische Religionsgeschichte. 2. Auflage. C. H. Beck, München 1967, S. 146: „Plinius (n.h. 27,45) pflegt man zu entnehmen, daß zeitgleich mit dem Latinerfest auch in Rom ein Wagenrennen auf dem Kapitol stattfand, bei dem der Siegen einen Trunk Absinth erhielt. Aber die isolierte Angabe ist wegen des Ortes ebenso verdächtig wie wegen des Fehlens aller spielleitenden Magistrate. [...] Es wäre der einzige Fall, in dem Wagenrennen von quadrigae auf dem Kapitol stattfinden, das dafür auch nicht geeignet war.“ Vgl. Dorothea Baudy: Feriae Latinae. In: Der Neue Pauly (DNP). Band 4, Metzler, Stuttgart 1998, ISBN 3-476-01474-6, Sp. 477.
10. ↑  Noch ernst genommen von Ernst Samter: Feriae Latinae. In: Paulys Realencyclopädie der classischen Altertumswissenschaft (RE). Band VI,2, Stuttgart 1909, Sp. 2213–2216, hier Sp. 2215 (mit Auflistung der entsprechenden christlichen Autoren). Dagegen Kurt Latte: Römische Religionsgeschichte. 2. Auflage. C. H. Beck, München 1967, S. 144 Anm. 3: „Erfindung“; Dorothea Baudy: Feriae Latinae. In: Der Neue Pauly (DNP). Band 4, Metzler, Stuttgart 1998, ISBN 3-476-01474-6, Sp. 477, „christl[iche] Propaganda“.
11. ↑  Siehe Kurt Latte: Römische Religionsgeschichte. 2. Auflage. C. H. Beck, München 1967, S. 145.
12. ↑  Einladung zum zweiwöchigen Seminar in West Virginia im Juli 2009, abgerufen am 11. Juni 2025.